# Caryl Thomas
Pour les articles homonymes, voir Thomas (nom de famille).
Pas d'image ? Cliquez ici

a Compétitions nationales et continentales officielles uniquement.

b Matchs officiels uniquement.
Dernière mise à jour le 25 mars 2024.
Caryl Thomas, née le 19 février 1986 à Carmarthen (pays de Galles), est une joueuse internationale galloise de rugby à XV évoluant au poste de pilier.

## Biographie
Caryl Thomas naît le 19 février 1986 à Carmarthen au pays de Galles. En 2022, elle joue en club avec les Worcester Warriors (en). Elle compte 60 sélections en équipe du pays de Galles quand elle est retenue en septembre 2022 pour disputer sous les couleurs de son pays la Coupe du monde de rugby à XV en Nouvelle-Zélande.